# Hari Seldon
Hari Seldon es el héroe intelectual de la Saga de la Fundación de Isaac Asimov. Durante su estancia en la Universidad de Streeling en Trántor desarrolló la psicohistoria, una serie de ecuaciones que le permitían predecir el futuro en términos probabilísticos. Por sus predicciones sobre la decadencia y el final del Imperio Galáctico le acuñaron el apodo de "Cuervo" Seldon.
En los primeros 5 libros de la Saga de la Fundación, Hari Seldon solo hace una aparición "en vivo" en el primer capítulo del primer libro (Fundación), aunque sí aparece en otras ocasiones en mensajes pregrabados para revelar una Crisis Seldon pasada. Después de escribir 5 libros en orden cronológico, Asimov volvió atrás con 2 libros adicionales, que describen el proceso inicial. Las dos protosecuelas (Preludio a la Fundación y Hacia la Fundación) describen su vida con un detalle considerable. Él también es el personaje central de la Segunda Trilogía de la Fundación escrita después de la muerte de Asimov (El temor de la Fundación por Gregory Benford, Fundación y caos por Greg Bear y El triunfo de la Fundación por David Brin), que están ubicadas entre las dos protosecuelas de Asimov. También figura como personaje destacado en la novela corta El originista de Orson Scott Card.

## Biografía
Hari Seldon nació en el décimo mes del año 11.988 de la Era Galáctica (EG) (-81 en la Era Fundacional) y murió en 12.069 EG (1 EF). En la Saga de la Fundación, la Era Galáctica empezó cuando el Imperio Galáctico fue creado (cuándo es una fecha desconocida, pero se supone que sobre los veinte mil años a partir de ahora[¿cuándo?]). Es originario del planeta Helicón en el sector de Arturo. Fue padre adoptivo de Raych y esposo de Dors Venabili.
Su padre trabajaba en una planta hidropónica. De joven ya mostraba habilidades matemáticas. A la vez, aprendió las técnicas de la lucha de torsión que después resultaron serle de mucha utilidad en Trántor. Este arte marcial era muy popular en Helicón y parecía una mezcla equitativa de Jiu Jitsu, krav magá y lucha libre. Parece que Helicón es "menos notable por sus matemáticas y más por sus artes marciales" (Preludio a la Fundación). Su biografía fue escrita por Gaal Dornick.

## Fundación
Usando la psicohistoria, Seldon encontró el tiempo y el lugar adecuado para iniciar una nueva sociedad, una que reemplazaría al moribundo Imperio Galáctico en un periodo de mil años, en lugar de un periodo mucho mayor de anarquía y caos en toda la galaxia, tal y como predecían sus ecuaciones que ocurriría de no actuar de inmediato. La Fundación, un proyecto iniciado en un planeta de la periferia de la galaxia, llamado Términus, fue un planeta enteramente habitado por científicos y sus familias. Inicialmente, todos creyeron que el proyecto estaba dedicado a confeccionar la Enciclopedia Galáctica, una enorme colección del conocimiento científico acumulado a lo largo de la historia del Imperio Galáctico que, según sus predicciones, estaba abocado a desaparecer...
Una vez pasada la primera "Crisis Seldon", se revela que la Enciclopedia es una mentira, y que el objetivo final de la Fundación es crear un nuevo Imperio Galáctico (Fundación, Fundación e Imperio y Segunda Fundación)

## Preludio a la Fundación
Como profesor ayudante de matemáticas en la Universidad de Helicón, Seldon visita Trántor para asistir a la Convención Decenal de Matemáticas. En ella presenta un artículo en el que se indica la posibilidad matemática de predecir, de forma teórica, el futuro del Imperio Galáctico. En un principio es solo un "juego" matemático que plantea muchos problemas que parecen no tener solución, siendo la predicción práctica imposible. Sin embargo, poco después de su presentación, Seldon se ve envuelto en una persecución por las distintas fuerzas políticas de Trantor que quieren utilizar la psicohistoria para su propio beneficio. El resto de la novela narra el exilio que sufre por los sectores del planeta, lo que le permite conocer la compleja y variada sociedad de Trantor. Durante esta huida recopila información sobre cómo puede convertir la psicohistoria en ciencia. Es también en esta novela donde conoce a su futura esposa Dors Venabili, su futuro hijo adoptivo Raych Seldon y su futuro compañero en la investigación de la psicohistoria Yugo Amaril.

## Hacia la Fundación
Esta novela está contada como una secuencia de novelas cortas, como era el caso de la trilogía original. Estas tienen lugar en intervalos de décadas o más y cuentan la historia de la vida de Hari Seldon, empezando 10 después de los hechos de Preludio a la Fundación y terminando con su muerte. Las historias contrastan su exitosa vida profesional con su insatisfactoria vida personal. En sus últimos años es cuando recibe el apodo de Cuervo por sus fatídicas predicciones del futuro.

## El Temor de la Fundación
En esta novela se narran, con bastante humor, la serie de peripecias por las que tuvo que pasar Hari Seldon antes de llegar a ser primer ministro del Imperio Galáctico, sobreviviendo, gracias a la ayuda de R. Daneel Olivaw y sus robots a varios intentos de asesinato de parte de su oponente político Betan Lamurk. Por otro lado, la obra expone una visión más intimista de su vida conyugal con Dors Venabili. Sobre la misma Seldon va desarrollando y probando su modelo matemático de la psicohistoria. Incluso, en este relato, Hari llega a tomar contacto con entidades alienígenas y de inteligencia artificial, todas las cuales existen bajo la forma de programas de software en la red de Trántor.

## Fundación y Caos
Aquí se vuelve al juicio orquestado por Linge Chen en contra de Hari, aunque éste es consciente de la farsa que significa, pues sabe de antemano el resultado. Sin saberlo, Hari Seldon es blanco de una serie de complots por parte de diversas facciones: por una parte, de aquellos robots que se oponen a Daneel (Calvinianos) quienes desean borrar su memoria, y por parte de elementos del gobierno Imperial (se retoma el juicio a Hari Seldon con que se inicia el libro Fundación). Seldon afina los últimos detalles de sus dos fundaciones, en especial la Segunda, encargada de controlar los poderes mentálicos dispersos por la Galaxia y encarrilar a la Primera de acuerdo al Plan psicohistórico. En este libro, Seldon conoce a Klia Asgard y su esposo Brann, los mentálicos más fuertes de la Galaxia, quienes serán el origen de la comunidad de mentes telepáticas que más adelante se conocerá como GAIA (Los límites de la Fundación).

## El Triunfo de la Fundación
En esta novela se narra la última aventura de Seldon, el cual se encuentra anciano y achacoso. Deseoso por encontrar la clave que explique el problema del caos, Seldon se embarca en un largo viaje que lo lleva de Trántor hasta la misma Tierra. En este viaje por la Galaxia Hari es acompañado de una variedad de pintorescos personajes, humanos y robóticos, los cuales tratan de validar sus planes a costa de él. Al final, en la Tierra, se encuentra con Daneel Olivaw, el cual explica a Hari el alcance de su plan Gaia-Galaxia. Seldon apuesta con él en sentido de que su Fundación alcanzará el éxito y prevalecerá al final. Se embarca nuevamente en dirección a Trántor para su encuentro final con su amada Dors.
En la versión en español hay un enlace donde David Brin deja un agregado al final de la Saga en unas cuentas líneas: un nuevo Hari Seldon despierta en un planeta distante. No indica si es un Clon, un Robot o un Seldon rejuvenecido, pero en el libro "El Triunfo de la Fundación" Brin da pistas de que algo sucede (algo se le extrae o copia) a Hari Seldon cuando es "rejuvenecido" en dos ocasiones por los Robots.

## El originista
En este relato corto Hari Seldon se ve en la necesidad de negar a su amigo Leyel Forska su solicitud de ingreso a la Primera Fundación. Forska es el otro gran genio científico de su época. La intención de Hari es incluirlo en la Segunda Fundación. La negativa de Seldon produce un momentáneo desencuentro entre ambos, pero al final Forska comprende la razón verdadera, integrándose entre los bibliotecarios de la Segunda Fundación. Forska será quien pague el funeral de Seldon y hará un emotivo discurso en defensa de su obra, lo que lo pone en una situación difícil con la autoridad imperial.
- Datos: Q289355